# Frankfurter Zeitung

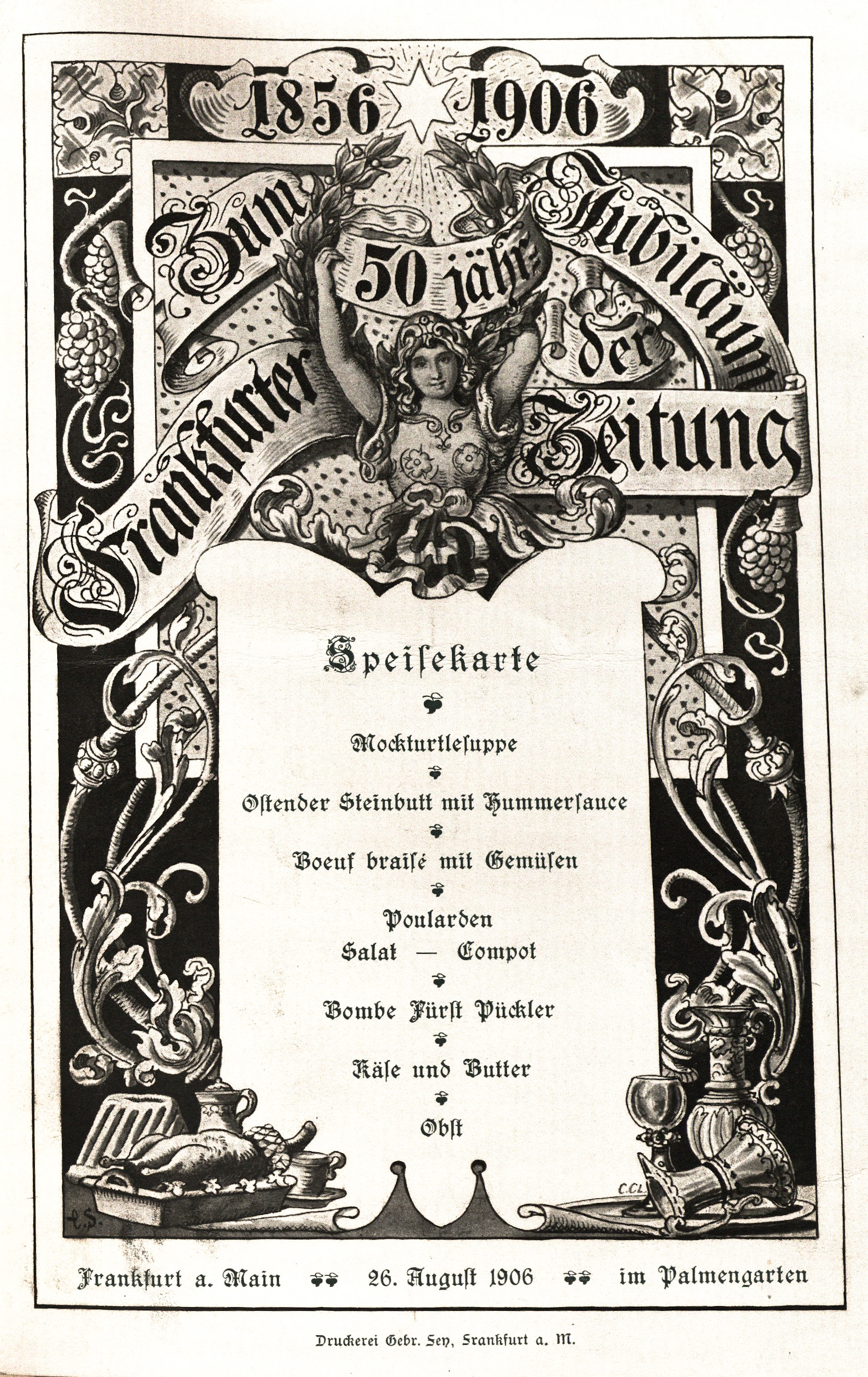
Výroční titulní strana k padesáti letům deníku

Frankfurter Zeitung byly německé liberální noviny vydávané mezi lety 1856 až 1943. Založil a financoval je bankéř Leopold Sonnemann.
Během let do něj přispívaly významné osobnosti, jako například Theodor W. Adorno (první redaktor), Walter Benjamin, Thomas a Heinrich Mannovi, Lion Feuchtwanger, Joseph Roth, Bernard von Brentano (1925–1930), Richard Coudenhove-Kalergi či Friedrich Schrader. 
Po nástupu nacistů k moci ve Třetí říši byl list jediným ne plně kontrolovaným deníkem ve Třetí říši. Od roku 1934 spadal pod chemickou továrnu IG Farben, avšak v roce 1938 byl prodán pod nacistické vydavatelství Eher Verlag, které kvůli klesající čtenosti ukončila vydávání Frankfurter Zeitung k srpnu 1943.
Po druhé světové válce se k 1. lednu 1949 ustavila nástupnická instituce Frankfurter Allgemeine Zeitung za účasti některých bývalých redaktorů.